# Isaiah Kehinde Dairo
Isaiah Kehinde Dairo (1930-7 février 1996), aussi connu sous le nom d’I. K. Dairo, est un musicien et compositeur nigérian qui, comme leader à partir de 1957 du 10-piece Morning Orchestra (renommé par la suite « Blue Spots »), attira l'attention sur la musique yoruba en y introduisant différents types de rythmes musicaux ainsi que de nouveaux instruments tels que la guitare électrique ou l'accordéon. En 1963, il fut le premier musicien africain à être décoré de l'Ordre de l'Empire britannique.